# Sulfonamide

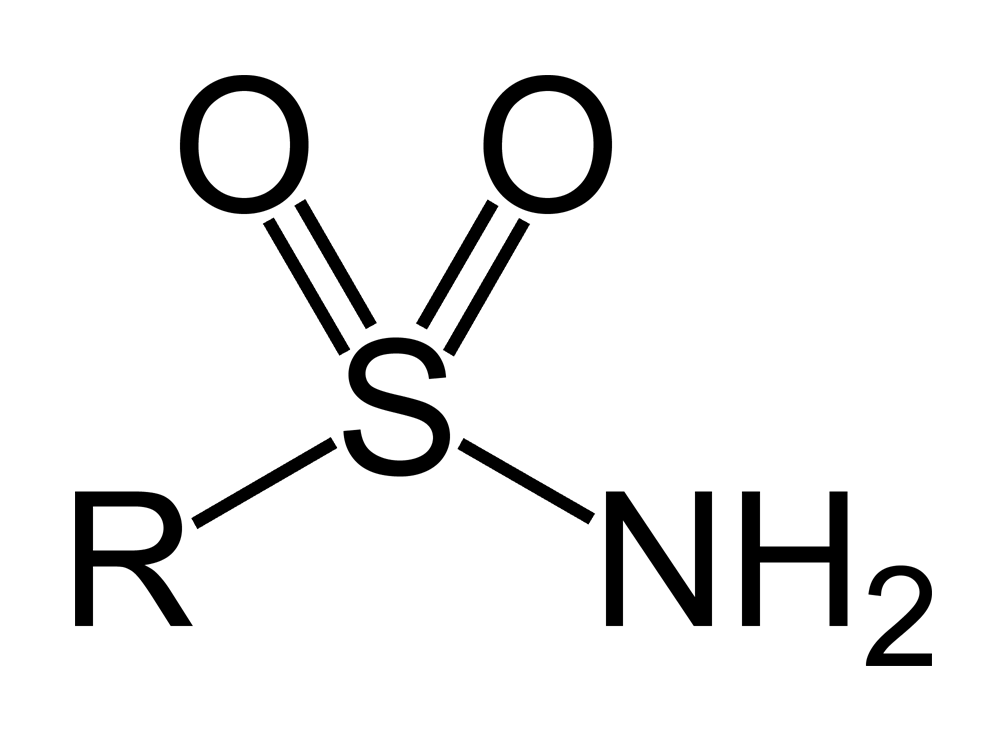
Sulfonamide

Een sulfonamide is een organische verbinding met een sulfonamide (-S(=O)2NH2) functionele groep, dus een sulfongroep met het zwavelatoom rechtstreeks gekoppeld aan een aminegroep.
De algemene formule van een sulfonamide is RSO2NH2, waarbij R een alkyl- of arylgroep (met of zonder andere functionele groepen) is.
De term sulfonamide wordt ook in de geneeskunde gebruikt als synoniem voor een sulfamedicijn. In de jaren dertig van de twintigste eeuw werd er in Duitsland intensief gezocht naar geneesmiddelen uit de kleurstofindustrie. De firma Bayer, onderdeel van IG Farben, ontwikkelde in 1935 het Prontosil. Deze stof bleek een prodrug, het werkzame bestanddeel was het kleurloze sulfanilamide, dat reeds een verlopen patent had uit 1906. Iedereen kon met sulfa's aan de slag. Het was op het slagveld van de Tweede Wereldoorlog het enige werkzame middel tegen infecties. Tienduizenden werden door sulfa's gered. Na de komst van penicilline is deze geneesmiddelengeroep teruggedrongen tot een bijrol in de infectiebestrijding. Van deze categorie is vooral sulfamethoxazol nu nog bekend als antibioticum.